# Elfje (gedicht)
Een elfje (Oorspronkelijk: elf) is een eenvoudige, compacte dichtvorm, die bestaat uit elf woorden op vijf dichtregels.
De woorden worden als volgt verdeeld:
- de eerste dichtregel: één woord
- de tweede regel: twee woorden
- de derde regel: drie woorden
- de vierde regel: vier woorden
- de vijfde regel: één woord, dat het gedicht samenvat

De vorm wordt vooral gebruikt om kinderen, maar ook volwassenen, kennis te laten maken met het schrijven van poëzie. Omdat het 'verhaal' van het gedicht moet worden ondergebracht in elf woorden, wordt de schrijver gedwongen over de tekst na te denken. Bovendien moet in de vijfde regel het gedicht in een woord worden samengevat. De regels 1 tot en met 4 mogen een volzin vormen. Soms worden extra voorwaarden gesteld (regel 1 = kleur, regel 2 = object enz).

## Voorbeeld
lente
de zon
het is vrijdag
morgen naar het bos
eindelijk

## Variant
Een soms aangetroffen (aflopende) variant is:
- titel: (één woord)
- eerste regel: vier woorden
- tweede regel: drie woorden
- derde regel: twee woorden
- vierde regel: één woord